# Jingwei
Jingwei (精卫）es el nombre de un personaje femenino en la mitología china. 
Siendo originalmente la hija del emperador Yandi, sufrió a corta edad en el Mar Este. A Jingwei le encantaba ver los amaneceres y quiso tener una mejor vista de éstos, pero al adentrarse en los mares la marea empezó a agitarse a causa de la tormenta. Olas descomunales destrozaron su pequeño barco y el mar se la tragó sin dejar rastro. 
Después de la muerte de Jingwei, Yandi negoció con el sol del horizonte pero solo fue capaz de recuperar los restos del barco de su hija en la orilla, sin embargo, un día, una diosa salió de entre los mares con forma de ave, para tomar venganza contra el mar trayendo rocas y pequeños pedazos de las montañas cercanas al mar, en un esfuerzo por llenarlo. Jingwei había renacido. Esta misma incluso tuvo un pequeño diálogo con el mar, en el que este la ridiculiza, señalando que no sería capaz de llenarlo ni en un millón de años. Jingwei clama entonces que procedería a llenarlo en diez millones de años o incluso en cien millones, el tiempo que le tomara llenar el mar, para que así otros no sufrieran lo que ella sufrió una vez.
De este mito surge la expresión china 精卫填海 ("Jingwei llenando el mar"), siendo un símbolo de determinación obstinada y perseverancia, ante posibilidades que aparentan ser imposibles.
- Datos: Q2501328
- Multimedia: Jingwei / Q2501328